# Francis De Wolff
Francis Marie de Wolff (Essex, Reino Unido 7 de enero de 1913 - Sussex, Reino Unido 18 de abril de 1984) fue un actor británico de larga trayectoria en el mundo del cine clásico famoso por sus papeles en las películas Moby Dick, El sabueso de los Baskerville y la miniserie Jesús de Nazareth.

## Vida artística
Su carrera abarco desde 1935 hasta 1977; trabajó con un sinnúmero de estrellas, entre ellos Robert Powell, Ian McShane, Ralph Richardson, Laurence Olivier, Peter Ustinov, Peter Cushing, Christopher Lee, Sean Connery y Gregory Peck. Finalmente De Wolff falleció en 1984 a los 71 años a causa de un infarto.
- Datos: Q5482921